# Gnathia firingae
Gnathia firingae är en kräftdjursart som beskrevs av Mueller 1991. Gnathia firingae ingår i släktet Gnathia och familjen Gnathiidae. Inga underarter finns listade i Catalogue of Life.